# Општина Балешти (Горж)
Балешти (рум. Băleşti) општина је у Румунији у округу Горж.
Oпштина се налази на надморској висини од 197 m.